# Sepolcro di Cartilio Poplicola
Il Sepolcro di Cartilio Poplicola (IV,IX,2) è il mausoleo di Gaio Cartilio Poplicola, un noto magistrato ostiense, che si trova nella regio IV della città romana di Ostia.

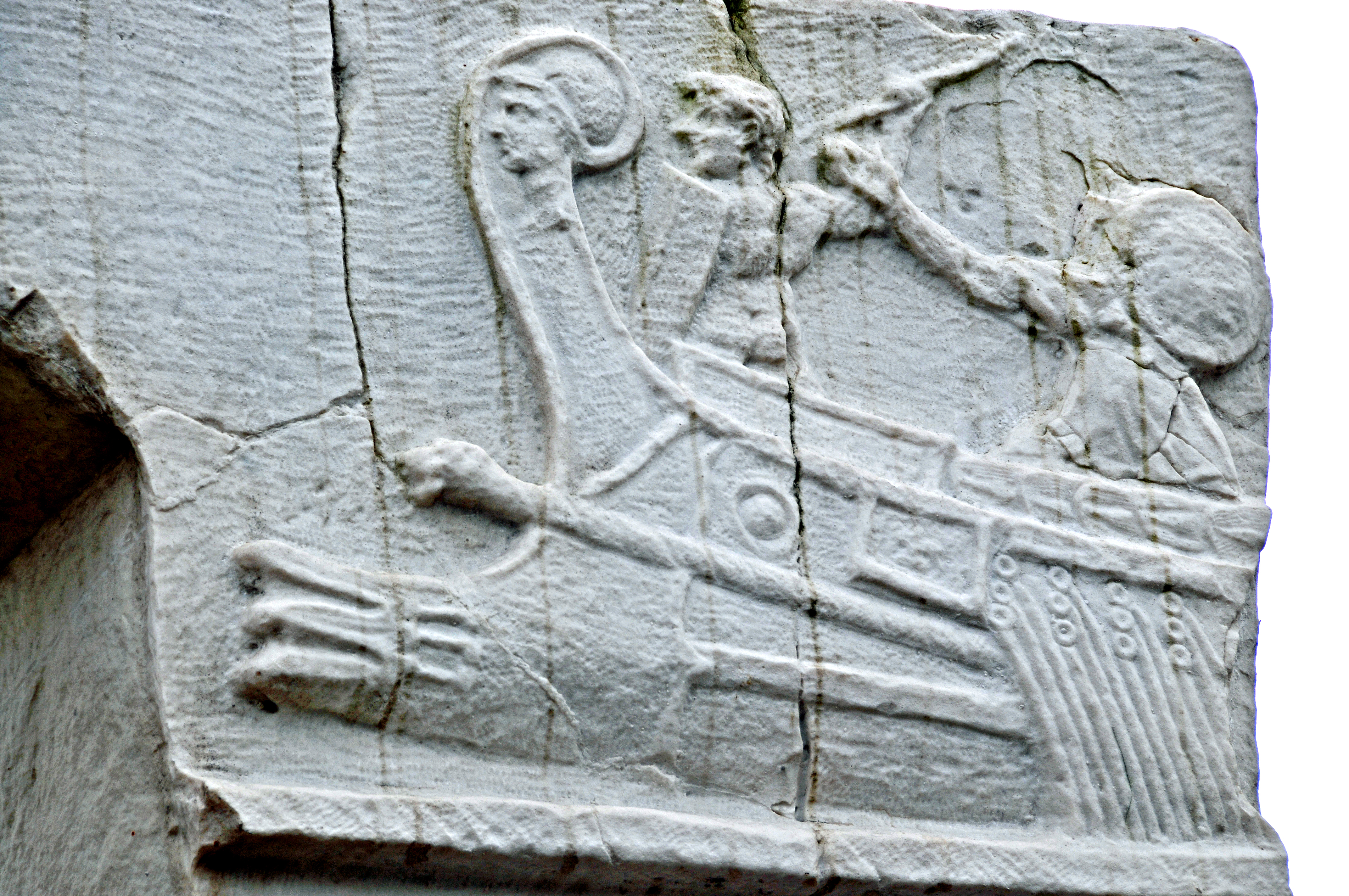
Dettaglio del fregio

## Descrizione
Come tutte le tombe, è situata fuori dalle mura della città, in questo caso fuori da Porta Marina, vicino all'antica riva del mare; il sepolcro si trova all'angolo nord est della cosiddetta loggia di Cartilio Poplicola (IV,IX,1), una piazza che si pensa fosse coperta, lungo la via di Cartilio Poplicola.
La tomba, costruita negli anni 25-20 a.C., originariamente era una struttura indipendente; infatti gli edifici circostanti furono eretti nel successivo periodo adrianeo. Rivolta ad ovest, aveva una base quadrata con rivestimento in travertino (6,20 x 6,20 m.); la parte anteriore superiore (4,70 x 4,70 m.) era decorata con marmo, i lati con travertino, mentre la parte posteriore aveva un semplice rivestimento in tufo.
Il monumento presenta una lunga iscrizione che elenca le cariche assunte da Cartilio, così popolare da assumere il cognome Poplicola, ovvero amico del popolo. Sedici fasci di verghe fiancheggiano l'iscrizione, due per ogni volta che Poplicola fu duoviro. I fasci, tra l'altro, non sono fasci, perché manca l'ascia, il che significa che i duoviri non potevano emettere sentenze di morte. Sopra l'iscrizione c'è un fregio, raffigurante una scena di guerra. A sinistra c'è una fila di soldati armati, guidati da una persona un po' più grande, e a destra c'è una nave con la testa di Minerva sulla prua, e a bordo c'è un soldato in procinto di scagliare una lancia. I soldati potrebbero essere degli ostiensi, guidati da Poplicola, che si difendono da un attacco navale, forse quello di Sesto Pompeo nel 39 a.C. .

## Iscrizione
Sulla parte anteriore è presente la seguente iscrizione::
```
in
 
latino
 
  P[ubli]C[e] / [C(aio) carti]LI[o C(ai) f(ilio) pop]LICOLAE [duoviro VIII] / [censori III uxori] LIBEREIS POS[terisqve eius] / [decurionum decreto co]LONORVMQVE CON[sensu] / PREIMARIO VIRO PRO EIVS MERITEIS / HOC [monu]MENTVM CONSTITVTVM EST / EIQVE MERENTI GRATIA RELLATA EST / ISQVE OCTIENS DVOMVIR TER CENS(or) COLONORVM IVDICIO / APSENS PRAESENSQVE FACTVS EST / OB EIVS AMOREM IN VNIVERSOS AB / VNIVERSEIS [cognomen datum est?] / HVMANIAE M(arci) F(iliae) [added later] 
, "Pubblicamente. Per Caio Cartilio Poplicola, figlio di Caio, otto volte duoviro, tre volte censore, per sua moglie, per i suoi figli e discendenti. Con decreto del consiglio cittadino e con l'accordo dei coloni, al cittadino eminente, per i suoi meriti, questo monumento è stato dedicato, e sono stati resi ringraziamenti a colui che lo ha meritato. E lui, otto volte duoviro e tre volte censore per decisione dei coloni, è stato eletto presente o assente. Per il suo amore verso tutti, da tutti [è stato dato il secondo nome?]. A Umania, figlia di Marco."
```